# Glory Alozie
Glory Alozie Oluchi, nigerijsko-španska atletinja, * 30. december 1977, Amator, Nigerija.
Od leta 2002 je tekmovala za Španijo. Nastopila je na poletnih olimpijskih igrah v letih 2000 in 2004, leta 2000 je osvojila naslov olimpijske podprvakinje v teku na 100 m z ovirami in sedmo mesto v štafeti 4x100 m. Na svetovnih prvenstvih je v teku na 100 m z ovirami osvojila srebrno medaljo leta 1999, na svetovnih dvoranskih prvenstvih tri srebrne medalje v teku na 60 m z ovirami, na evropskih prvenstvih naslov prvakinje v teku na 100 m z ovirami leta 2002, na afriških prvenstvih pa dve zlati medalji v isti disciplini.